# Кондомское шорское наречие
Ко́ндомское шо́рское наречие — тюркский идиом северноалтайской группы. Является диалектом северноалтайского языка, более близок к нему, чем нижнечулымское наречие.
Традиционно описывается как кондомский диалект шорского языка, однако так называемый мрасский диалект шорского относится к хакасской группе.

## Сведения
Кондомское шорское наречие распространено в районах рек Кондома и Томь, на границе Кемеровской области, Хакасии и Республики Алтай.
Основные диалекты (или говоры) — нижнекондомский, мундыбашский (каларский), антроповский, верхнекондомский, пызасский.
Как все северноалтайские языки и диалекты, кондомское шорское наречие пратюркское -d- отражает как -j-: айақ 'нога' (в мрасском азақ).
Противопоставление звонких и глухих согласных в абсолютном начале и конце слова снято в пользу глухих, в то время как в интервокальной позиции глухие последовательно озвончаются.